# علم القياس الزائف
بعض المناهج في فرع علم القياس التاريخي هي تخمينية للغاية ويمكن تصنيفها على أنها علم زائف.

## الأصل
في عام 1637، أجرى جون جريفز أستاذ الهندسة في كلية جريشام أول دراساته من بين عدة دراسات في مصر وإيطاليا، حيث أجرى العديد من القياسات للمباني والآثار، بما في ذلك الهرم الأكبر. وقد غذت هذه الأنشطة قرونًا عديدة من الاهتمام بعلم قياس الثقافات القديمة من قبل أمثال إسحاق نيوتن والأكاديمية الفرنسية.

## تشارلز بيازي سميث
إدعى جون تايلور، في كتابه الذي نشر عام 1859 بعنوان: «الهرم الأكبر: لماذا تم بناؤه؟ ومن الذي بناه»، زعم أن الهرم الأكبر صمم وبني بإشراف النبي نوح التوراتي، وأنه:
بني ليكون سجل قياس للأرض.
تم رفض ورقة البحث التي قدمة إلى الأكاديمية الملكية حول هذا الموضوع.
ومع ذلك، أصبحت نظريات تايلور مصدر إلهام لعالم آثار متدين بشدة هو تشارلز بيازي سميث الذي ذهب إلى مصر لدراسة وقياس الهرم، ونشر، في وقت لاحق، كتابه "الميراث في الهرم الأكبر عام 1864، مدعيا أن القياسات التي حصل عليها من الهرم الأكبر تشير إلى وحدة طول قياسية، سماها بوصة هرمية، وهي تعادل 1.001 بوصة بريطانية، والتي يمكن أن تكون معيار المقاييس التس استخدمها مهندسي الهرم. ومنثم استنبط عددا من المقاييس الأخرى، بما في ذلك نصف لتر هرمي، الذراع المقدس، ومقياس درجة حرارة هرمية.
ادعى سميث - ويعتقد أنه من أمن بثقة - أن البوصة كانت تدبيراً الهيا تم توزيعه عبر القرون منذ زمن إسرائيل، وأن مهندسي الهرم كانوا يتلقون الإزشادات الإلهية. لدعم أقواله، قال سميث إنه عند قياس الهرم، وجد عدد البوصات في محيط القاعدة يساوي 1000 مرة عدد الأيام في السنة، ووجد علاقة رقمية بين ارتفاع الهرم بالبوصة مع المسافة من الأرض إلى الشمس، إذا قيست بالأميال الأساسية.
استخدم سميث هذا الاقتناع كحجة ضد إدخال النظام المتري إلى بريطانيا الذي اعتبره نتاج عقول المتطرفين الفرنسيين الملحدين.

## المخطط الكبير
بحلول الوقت الذي تم فيه اكتشاف مقاييس بلاد ما بين النهري، ومن خلال إجراء تمارين رياضياتية حول تعريفات أنظمة القياس القديمة الرئيسية، توصل العديد من الأشخاص، منهم جان أدولف ديكورديمانش في عام 1909، وأغسطس أغسطس عام 1942 إلى أن العلاقة بينهم كانت مخططا لها بشكل جيد.
وادعى ليفيو سي ستشيني في كتابه «تاريخ المقاييس» :
يمكن تفسير العلاقة بين وحدات الطول بنسبة 15: 16: 17: 18 بين الأقدام وأذرع الأربع الأساسية. قبل وصولي إلى هذا الاكتشاف، اكتشف ديكورمانش وأوكسي أن مكعبات تلك الوحدات مرتبطة وفقًا للجاذبية التقليدية المحددة للزيت والماء والقمح والشعير. 
ادعى ستستشيني أن الدلالات المصرية للطول، والتي نشأت من الألفية الثالثة قبل الميلاد على الأقل، لها علاقة مباشرة بمحيط الأرض بدقة مذهلة. وفقًا لـ «أسرار الهرم الأكبر» (ص.  346 )، زعم أن القياس المصري كان يساوي 40,075,000 متر، وهو يطابق الكروي العالمي البالغ 40,076,596 متر مع خطأ 0.004٪. ويستنتج أنه من الطبيعي التساؤل عن كيفية قيام المصريون الأوائل بتحديد ذراعهم بهذه الدقة والتي لا يمكن تحقيقها بيومنا هذا إلا بمعدات وتقنيات متطورة للغاية.

## نظام المغليثي
قام كل من كريستوفر نايت وألان بتلر بتطوير عمل «المخطط الكبير» لـ لسميث ووستيتشيني في فرضيتهم الخاصة بالحضارة الأولى، والتي تصف نظام المقاييس الصغرى  وادعى ا أن هذا النظام مصدر كل الوحدات القياسية المستخدمة من قبل الحضارة، وسمياه بالنظام المغليثي (نسبة إلى مغاليث، أي الصخو الأثرية الضخمة) نسبة إلى بناة مغليثية العصر الحجري الحديث. يؤكد نايت وبتلر أن الميغاليث الصخري الذي أعيد بناؤه (0.82966 متر) هو جزء أساسي من النظام الصخري الضخ. على الرغم من أن ساحة المغليث هي عمل ألكساندر ثوم، قدم نايت وبوتلر مساهمة جديدة من خلال التكهن حول كيفية إنشاء باستخدام بندول معايرة بمراقبة الزهرة. والذي يشرح استخدامه عبر مناطق جغرافية كبيرة. يرفض علماء الفلك هذه الفرضية لأنهم يعارضن دقتها

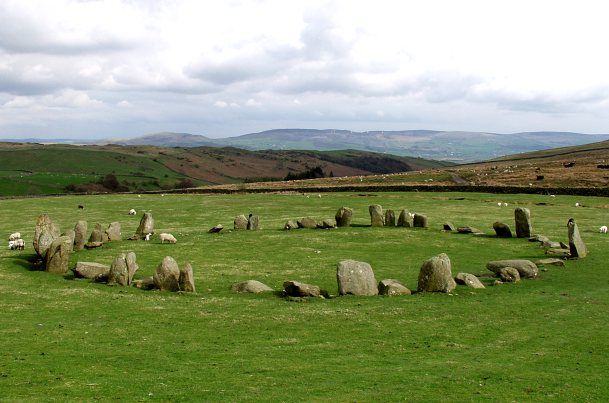
الدائرة الحجرية البريطانية في سوينسايد في كمبريا ، والتي وفقًا لدعاة الهندسة 366 تعرض في أبعادها عددًا لا يتجزأ من «ساحات الصغرى».

كان من بين الأوائل الذين ربطوا بين صانعي المغليث والهندسة، هو الأكاديمي الإسكتلندي البروفيسور ألكساندر ثوم (1894-1985) الذي اعتقد أن بناة المغليثية استخدموا وحدة قياس أطلق عليها اسم الذراع المغليثي (ذم). ووفقا له، كان طول هذه الوحدة 2.72 قدم إمبراطوري أو 82.96   سم. وجود هكذا قياس هو متنازع عليه.
عارض كرايف راغبس ودوغلاس هيغي افتراضات ثوم. وأشارا أن من الممكن الوصول لمقياس مماثل، وبدقة مماثلة، لو اعتمد الخطوة كمقياس". وأن هناك "أدلة قليلة على وحدة دقيقة للغاية" و "مبرر ضئيل للادعاء بأن وحدة دقيقة للغاية قيد الاستخدام".

## ردود نقدية
تحظى المنشورات في علم القياس الزائف باهتمام ضئيل، إن وجد، من من قبل الباحثين الأكادميين ويعتبرونها مخصصة للسوق الجماهيرية الشعبية.
بالنسبة للمؤرخ الفرنسي لوسيان فيبفر، فإن عمل كزافييه غيشار كان «وقتًا وجهدًا ضائعًا لأنه مبني على التلاعب بالألفاظ».
يعتبر معظم العلماء والأكاديميون أن عمل بتلر ونايت هو نوع من العلم الزائف. وكذلك، سخر أوبري بورل، عالم الأثار الشهير والمحاضر في كلية هال الجامعية والذي عمل مع ثوم، من عمل ثوم وقال عنه «أنه لم يرى صخرة ميغاليثية في حياته». وكتب جايسون كولافيتو في مجلة «المتشكك» أن في مقالة بتلر «المؤلفة من 250 صفحة من الحقائق الغير معقولة والافتراضات الغير محققة والتي تحتاح إلى مجلد لتحدها لينتصر الغلم علا علم الأرقام. وأنه يجب الأخذ بعين الاعتبار أن حجم الصخور الميغاليثية قد تعرضت للتشوهات مما يجعل استعمال مقاييسها الحالية في هكذا دراسة غير فعالة.»
اعتبر المؤلف البلجيكي روبرت بوفال، اكتشافات بتلر ونيت الجديدة «اختراقات كبيرة» و «اكتشافًا مذهلاً [وقد] يغير تمامًا الطريقة التي ننظر بها إلى ماضينا البعيد»، في حين أشاد الكاتب غراهام هانكوك بالكتاب، معتبرا أنه «عمل رائع للغاية، ومقنع للغاية.» 

## روابط خارجية
- الهرم المدهش «حقائق» ، نظرة نقدية على بعض مزاعم بيازي سميث

1. ↑  دالاكوف، جورجي. "سيرة تيتو ليفيو بوراتيني (1617-1682)". تاريخ الحاسوب (History of Computers). مؤرشف من الأصل في 2016-03-20. اطلع عليه بتاريخ 2016-05-29.
2. ↑  بيج، تشيستر؛ فيكورو، بول (20 مايو 1975). "المكتب الدولي للأوزان والمقاييس 1875-1975" (PDF). العهد الوطني للمقاييس والتكنولوجيا. وزارة التجارة الأميركية. مؤرشف من الأصل (PDF) في 2016-05-13. اطلع عليه بتاريخ 2016-05-29.
3. ↑  "علم الأهرام". موقع جامعة ديدمون كلية الإنسانيات والعلوم (SMU Dedman College of Humanities & Sciences). جامعة الميثودية الجنوبية. مؤرشف من الأصل في 2016-08-20. اطلع عليه بتاريخ 2016-05-29.
4. ↑  "Pyramidology". SMU Dedman College of Humanities & Sciences. Southern Methodist University. مؤرشف من الأصل في 2016-08-20. اطلع عليه بتاريخ 2016-05-29.
5. ↑  "أصول المقاييس الميترية (The Origin of Metrics)". Metrum.org. مؤرشف من الأصل في 2016-03-09. اطلع عليه بتاريخ 2016-05-29.
6. ↑  "untitled1.html". Csus.edu. مؤرشف من الأصل في 2017-11-18. اطلع عليه بتاريخ 2016-01-21.
7. ↑   باتلر
8. ↑   آلة أوريل - تعليق على بعض التأكيدات الفلكية. نسخة محفوظة 16 نوفمبر 2018 على موقع واي باك مشين.
9. ↑  علم فلك بريطانيا وايرلندا الماقبل تاريخية (Astronomy in Prehistoric Britain and Ireland) (بإنكليزي). دار نشر جامعة ييل. 1999. p. 83. ISBN:978-0-300-07814-5. {{استشهاد بكتاب}}: الوسيط |الأول= يفتقد |الأخير= (help)صيانة الاستشهاد: لغة غير مدعومة (link)
10. ↑  العلوم الميغاليثية: الرياضيات وعلم الفلك القديم في شمال غربي أوروبا (Megalithic Science: Ancient Mathematics and Astronomy in North-west Europe). تايمس وهدسون. 1981. ص. 58. ISBN:0-500-05036-8. {{استشهاد بكتاب}}: الوسيط |الأول= يفتقد |الأخير= (مساعدة)
11. ↑  Heggie، Douglas C. (1981). Megalithic Science: Ancient Mathematics and Astronomy in North-west Europe. Thames and Hudson. ص. 58. ISBN:0-500-05036-8.
12. ↑   L. Febvre، "Activités régionales"، Annales، 1951، 6،1، p. 84n.2lire en ligne [الأرشيف: https://web.archive.org/web/20110224063325/http://www.persee.fr/web/revues/home/prescript/article/ahess_0395-2649_1951_num_6_1_1916 ]
13. ↑  Thom, Alexander and Burl, Aubrey Stone Rows and Standing Stones: Britain, Ireland and Brittany B.A.R. 1990, (ردمك 978-0-86054-708-2)
14. ↑  "Book Reviews". Jcolavito.tripod.com. مؤرشف من الأصل في 2018-08-02. اطلع عليه بتاريخ 2016-01-21.
15. ↑   ^ https://www.independent.co.uk/news/media/horizon-censured-for-unfair-treatment-622719.html نسخة محفوظة 2022-07-06 على موقع واي باك مشين.
16. ↑   غلاف كتاب بتلر وألان وكريستوفر نايت.